# Leticia Judith Murray Acedo
Leticia Judith Murray Acedo (Hermosillo, Sonora, México, 28 de junio de 1979) es una ex-reina de belleza mexicana que representó a su país en el concurso de belleza internacional Miss Universo el 12 de mayo de 2000, que tuvo como sede a Nicosia, Chipre.
Murray obtuvo el título de Nuestra Belleza Sonora después de ganar la edición estatal del concurso el 4 de junio de 1999. En septiembre del mismo año, compitió en el concurso nacional Nuestra Belleza México, donde fue coronoada como Nuestra Belleza México y con ello ganó el derecho de representar a su país en la edición del concurso internacional de belleza Miss Universo 2000. Sin embargo no logró quedar entre las finalistas en dicho certamen, pero consiguió el premio al Mejor Traje Nacional y el premio Clairol Style Award. También representa a su país el mismo año en Miss International y queda entre las semifinalistas.
Actualmente es directora de oncología de AstraZeneca además considerada una de las mujeres más poderosas del país será la encargada de traer las vacunas de COVID19 a México.